# Cosciale
Il cosciale è l'elemento dell'armatura a piastre deputata alla protezione della coscia.